# 관용 및 차별 금지를 위한 동부 해안 연합
관용 및 차별 금지를 위한 동부 해안 연합(The East Coast Coalition for Tolerance and Non-Discrimination, ECC)는 불우한 소수자에게 봉사하는 데 전념하는 국제적인 비영리 및 초당파 단체다. ECC는 소외된 소수자들의 사회적 포용과 형평성을 촉진하기 위해 사회적 형평성 프로젝트를 운영한다. 뉴욕에서 설립된 ECC는 북미 15개 대학에서 3,000명 이상의 회원을 보유하고 있다.